# 土肥モト
土肥 モト（どひ モト、1878年1月19日 - 1953年3月6日）は、日本の教育者。学校法人清水ヶ丘学園の母体の一つとなった土肥裁縫女学校の創設者。

## 経歴
1878年（明治11年）生まれ、広島県賀茂郡郷田村（現・東広島市）出身。1898年（明治31年）に土肥吾吉と結婚（旧姓は埜田）するが、夫が若くして死去。その後、上京して渡辺裁縫女学校に学ぶ。同校卒業後の1908年（明治41年）、広島県郷田村に帰郷し、土肥裁縫女学校（清水ヶ丘高等学校の母体の一つ）を創設した。1953年（昭和28年）死去、享年75歳。